# Ptiloglossa wilmattae
Ptiloglossa wilmattae là một loài Hymenoptera trong họ Colletidae. Loài này được Cockerell mô tả khoa học năm 1949.